# Bernhard Cronholm
Bernhard August Cronholm, född 18 september 1813 i Landskrona, död 15 september 1871, var en svensk kemist, tidningsman och boktryckare, mest känd som grundare av Snäll-Posten, sedermera Sydsvenska Dagbladet Snällposten.
Cronholm påbörjade 1828 akademiska studier i Lund. År 1838 blev han filosofie magister och mellan 1840 och 1852 var han docent i kemi. Han var verksam inom studentorganisationerna, bland annat som kurator för den Skånska nationen (1842–1849) och arbetade för den skandinavistiska tanken att Sverige, Norge och Danmark var en enhet med gemensam historia och gemensam framtid. I de flesta politiska frågor hyste Cronholm konservativa åsikter, som han kämpade ihärdigt för, ofta med stor skicklighet. Representationsreformen som genomfördes 1865 hade i honom en av sina ivrigaste motståndare.
Cronholm öppnade 1838 en boklåda på Stortorget, Malmö. Här startade han också ett tryckeri 1848. Med tryckeriet som bas utgav han flera tidningar och tidskrifter, av vilka Snällposten blev den mest livskraftiga. Åren 1848–1871 var han dess chefredaktör och SnällPosten upparbetades under hans ledning till en av landsortspressens förnämsta tidningar, dagens Sydsvenskan. Hans förmåga som publicist tog sig fördelaktigt uttryck i de följetongartade uppsatserna. Dåtidens tidningar innehöll inga direkta reportage eller intervjuer. I SnällPosten skrev Cronholm översiktliga krönikor om samtiden, kåserier, recensioner mm. I övrigt innehöll tidningen notiser om ut- och inrikes tilldragelser, annonser mm. Efter sammanslagning av Sydsvenska Dagbladet och SnällPosten gavs det första numret av Sydsvenska Dagbladet Snällposten ut tisdagen den 2 januari 1872.
Från 1838 var Cronholm dessutom bokhandlare och utövade en viss verksamhet som förläggare. Åren 1840–1842 utgav han en kalender, med titeln "Hertha, Svensk-dansk nyårs-gåva", 1850–1852 den illustrerade veckoskriften "Portföljen" och Freja : poetisk kalender 1852–1854. 1865 utkom i bokform "Små bref från Skåne", vilka ursprungligen hade skrivits för Snällposten.
Bernhard Cronholm var yngre bror till Abraham Peter Cronholm. De tillhör, genom sin farfarsmor Gundela Larsdotter (gift med Åke Olofsson, som tog namnet Cronholm liksom Gundelas mor och morbröder), genealogiskt den så kallade Mickelssläkten. Han var gift med Wilhelmina, född Skogh och paret hade två döttrar. Bernhard Cronholm är begraven på Gamla kyrkogården i Malmö.